# Your Online Choices
Your Online Choices ist eine Website von Online-Werbeagenturen der European Interactive Digital Advertising Alliance (EDAA). Die im Oktober 2012 online gestellte Website informiert über nutzungsbasierte bzw. verhaltensbasierte Online-Werbung (behavioural advertising) der Werbetreibenden. Sie ist Teil eines Kodex zur Selbstregulierung des Interactive Advertising Bureau (IAB). Die EDAA kam mit der Selbstverpflichtung einer Gesetzesinitiative zuvor. Werbetreibende, die sich an die selbstauferlegten Branchenrichtlinien halten, erhalten für ihre Website das Siegel „edaa certified“. Die EDAA erhielt 2013 für den Aufbau der Selbstregulierung den Lobby-Preis der IAB-Europe „Initiative of the Year Award 2013“. Für den deutschen Markt bietet der Deutsche Datenschutzrat Online-Werbung (DDOW) u. a. im Bundesverband Digitale Wirtschaft (BVDW) die Website meine-cookies.org an.
Tracking und Targeting ermöglichen externen Werbetreibenden, mittels Cookies (und Flash-Cookies) Bewegungsprofile von Websurfern zu erstellen, um ihnen personalisierte Werbung („Online Behavioural Advertising“) auf verschiedenen Webseiten zu zeigen. Anzeigen der teilnehmenden Werbetreibenden, die nutzungsbasiert erscheinen, zeigen ein kleines blaues „i“ in einem Dreieck. Auf der Seite Your Online Choices kann diese Werbung mit einem „Präferenzmanager“ per Opt-out deaktiviert werden. Bei einem Opt-out der aufgeführten Dienste wird dem Nutzer keine auf ihn zugeschnittene Online-Werbung mehr angezeigt. Das „Opt-out-Cookie“ wird lokal im Browser des Nutzers gesetzt. Wenn ein Nutzer Cookies von Drittanbietern im Browser blockiert hat, können Werbefirmen meistens keine Cookies setzen, die Seite Your Online Choices jedoch auch nicht. Das Opt-out-Verfahren wird als nutzerunfreundlich kritisiert, ein Opt-in aufgrund der vielen Werbung jedoch genauso.
Am 19. Dezember 2009 trat eine vom Europäischen Parlament und dem Rat der Europäischen Union mit Zustimmung der Europäischen Kommission beschlossene Änderung der Richtlinie 2002/58/EG des Europäischen Parlaments und des Rates vom 12. Juli 2002 über die Verarbeitung personenbezogener Daten und den Schutz der Privatsphäre in der elektronischen Kommunikation (Datenschutzrichtlinie für elektronische Kommunikation) (inoffiziell auch ePrivacy-Richtlinie genannt) in Kraft, in der auch Cookies behandelt werden. Nach dieser Richtlinie müssen Nutzer ihre Einwilligung für Cookies geben. Das Bundeswirtschaftsministerium in Deutschland sieht die Ende 2009 in Kraft getretene Änderung Richtlinie als umgesetzt an, da für Cookies bereits § 13 Absatz 1 Satz 2 Telemediengesetz gelte.
Google bot mit Keep My Opt-Outs ein Plug-In für den Chrome-Browser an, das den Nutzer dauerhaft vor nutzungsbasierter Werbung schützt. Die Funktion Do Not Track im Firefox-Browser teilt Werbetreibenden mit, dass der Nutzer nicht zu Werbezwecken verfolgt werden will. Im Internet Explorer können Anbieterlisten von Werbetreibenden installiert werden, deren Werbung nicht gezeigt werden soll und die nur beschränkt Informationen sammeln dürfen.